# Jara Cimrman śpi
Jara Cimrman śpi (czes. Jára Cimrman ležící, spící) – czechosłowacki film komediowy w reżyserii Ladislava Smoljaka, zrealizowany w 1983. 

## Obsada
- Zdeněk Svěrák jako Jára Cimrman
- Valerie Kaplanová jako przewodnik muzealny
- Petr Čepek jako arcyksiążę Ferdynand / Nývlt
- Milena Dvorská jako żona arcyksięcia Ferdynanda
- Josef Abrhám jako teatrolog
- Libuše Šafránková jako Alžběta
- Ladislav Frej jako malarz Luděk Marold
- Jiří Zahajský jako podróżnik Emil Holub
- Petr Kostka jako malarz Josef Mánes
- Jaroslav Tomsa jako malarz Vladislav Mirvald
- Jiří Hálek jako Anton Czechow
- Věra Bublíková jako Karolina Světlá
- Pavel Vondruška jako Johann Strauss (syn)
- Jiří Kostka jako cesarz Franciszek Józef I / Macháně
- Jan Kehár jako młody Konrad Henlein
- Ladislav Šimek jako Ciołkowski
- Leoš Suchařípa jako Eiffel
- Bořík Procházka jako Nobel
- Petr Brukner jako Kaplan, wynalazca turbiny
- Vladimír Svitáček jako prof. Kingsley
- Jaroslav Weigel jako nauczyciel fizyki
- Nina Divíšková jako pani Holubová
- Rudolf Hrušínský młodszy jako Tomáš
- Jiřina Jirásková jako matka
- Jaroslava Kretschmerová jako ciotka
- Oldřich Vlach jako ojciec
- Miroslav Vladyka jako szwagier
- Vlasta Žehrová jako Anděla
- Míla Myslíková jako dyrektorka
- Ladislav Smoljak jako c.k. policjant
- František Husák jako woźnica
- Jaroslav Vozáb jako tłumacz
- Marie Drahokoupilová jako agentka turystyczna
- Václav Kotva jako turysta